# Abe Gets Even with Father
Abe Gets Even with Father est un film américain réalisé par Mack Sennett, sorti en 1911.

## Fiche technique
- Titre original : Abe Gets Even with Father
- Réalisation : Mack Sennett
- Société de production : Biograph Company
- Pays de production :  États-Unis
- Langue originale : anglais
- Format : noir et blanc - film muet
- Date de sortie :
  - USA : 4 décembre 1911

## Distribution
- Ford Sterling
- William Bechtel